# Netta Barzilai
Netta Barzilai, ook wel kortweg Netta (Hebreeuws: נטע ברזילי; Hod Hasjaron, 22 januari 1993) is een Israëlisch zangeres. Zij is vooral bekend doordat zij het Eurovisiesongfestival 2018 namens Israël heeft gewonnen.

## Biografie

### Jeugd en dienstplicht

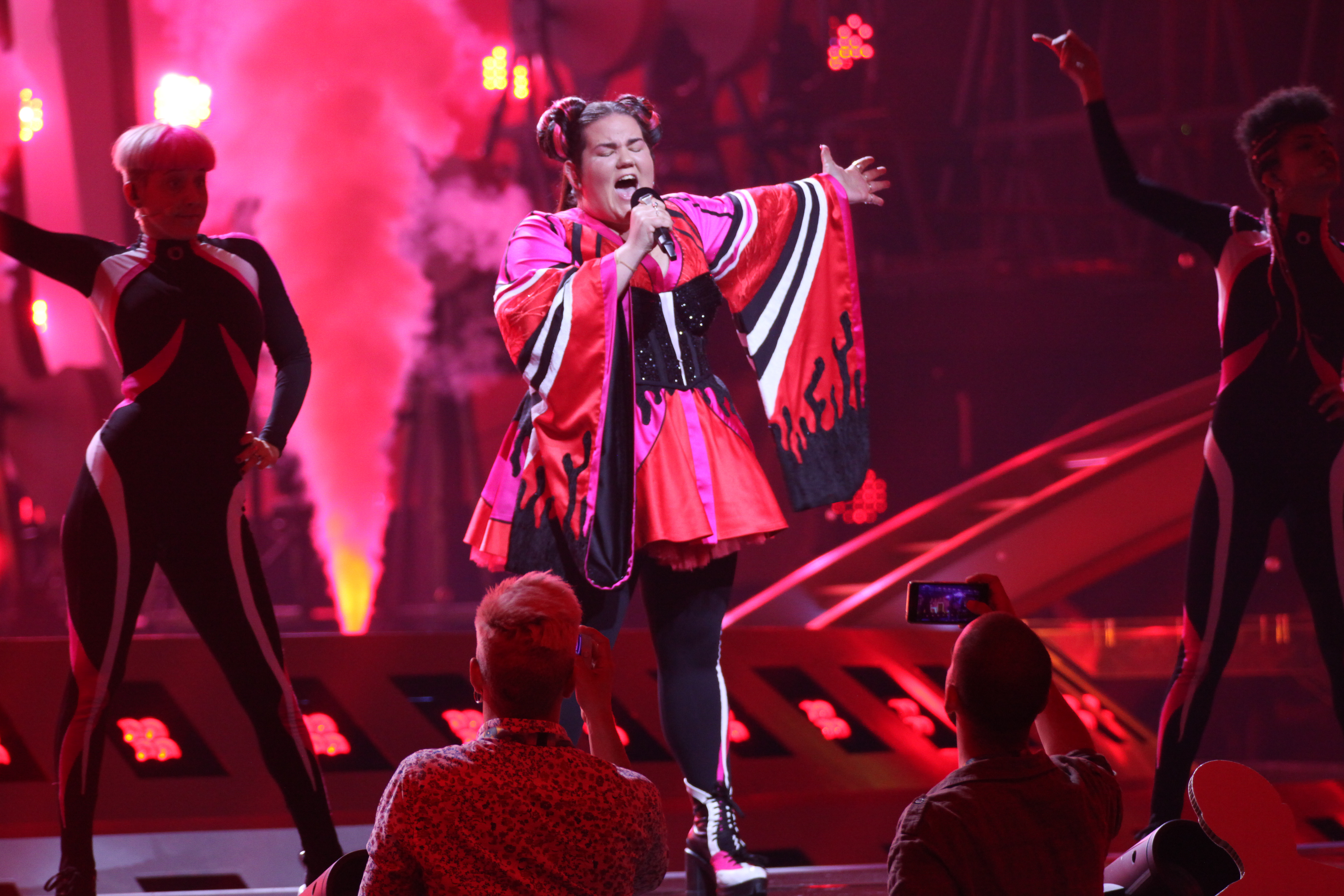
Netta op het Eurovisiesongfestival in Lissabon.

Barzilai werd geboren op 22 januari 1993 in Hod HaSharon. In 1995 verhuisde het gezin vanwege het werk van haar vader naar Nigeria alwaar ze vier jaar verbleef. Hierna keerde zij terug naar Israël. In haar tienerjaren werd zij gepest over haar uiterlijk en leed zij aan boulimie.
Zij studeerde zang en elektronische muziek aan de Rimon School of Music, gespecialiseerd in jazz en hedendaagse muziek, gevestigd in Ramat Hasharon. Barzilai gebruikt in haar zang vaak de techniek van de vocal loop, waarbij ze met een elektronisch toetsenbord gezongen fragmenten herhaalt. Tijdens haar dienstplicht zat zij bij een band van de Israëlische marine.
In 2016 was Netta een van de oprichters van het ensemble The Experiment. Dit ensemble toerde twee jaar lang door Israël, met haar als zangeres. Daarnaast werkte zij op een kinderdagverblijf en als kinderoppas, maar treedt ook op bij huwelijken en in clubs. In 2018 is zij zangeres bij de groep Gaberband. Na haar succesvolle debuut Toy waarmee ze werd afgevaardigd naar het Eurovisiesongfestival (en won) volgde Bassa Sababa wat eveneens een hit werd.

### Eurovisiesongfestival
Barzilai raakte in eigen land bekend door deel te nemen aan een talentenjacht, "The Next Star", die tevens dienst deed als Israëlische preselectie voor het eurovisiesongfestival. In februari 2018 won ze hiervan de finale, waardoor zij op 12 mei 2018 Israël mocht vertegenwoordigen op het Eurovisiesongfestival 2018 in de Portugese hoofdstad Lissabon. Ze trad op met het lied Toy, waarvan de liedtekst was geschreven door Doron Medalie en de muziek door Stav Berger. De tekst van het lied is grotendeels Engelstalig, met uitzondering van de Hebreeuwse zin לא בובה (ani lo buba, "ik ben geen pop"), en het dialectwoord סטפה (stefa', wat betekent 'een stapel bankbiljetten'). Barzilai won hiermee het Eurovisiesongfestival. In Kampala, de hoofdstad van Oeganda, maakte een groep kinderen in de sloppenwijk de choreografie op haar lied.
Het lied was geïnspireerd op de #MeToo-beweging. Volgens eigen zeggen gaat het lied over “Het wakker worden van de vrouwelijke kracht, over sociale rechtvaardigheid, dit alles omhuld door een kleurrijk, gelukkig, gevoel". De kippengeluiden die de zangeres maakt in het lied zijn een imitatie van de stem van een lafaard - een "kip".

## Discografie

### Singles
| Single met eventuele hitnotering(en) in de Nederlandse Top 40 | Datum van verschijnen | Datum van binnenkomst | Hoogste positie | Aantal weken | Opmerkingen                                                        |
| ------------------------------------------------------------- | --------------------- | --------------------- | --------------- | ------------ | ------------------------------------------------------------------ |
| Toy                                                           | 2018                  | 18-5-2018             |                 |              | Nr. 60 in de Single Top 100 / Inzending Eurovisiesongfestival 2018 |

## Wetenswaardigheden
- De videoclip op YouTube had op de finaledag ruim 26 miljoen bezoekers op de teller; dit geldt als een festivalrecord.
- De BDS-beweging riep tijdens het songfestival 2018 in Portugal op om de inzending van Israël te boycotten.[8]